# Liste des sites Ramsar en Ouganda
Cet article recense les zones humides d'Ouganda concernées par la convention de Ramsar.

## Statistiques
La convention de Ramsar est entrée en vigueur en Ouganda le 4 juillet 1988.
En janvier 2020, le pays compte 12 sites Ramsar, couvrant une superficie de 4 543,03 km2.

## Liste
| Site                                                          | 0                                     | Notes | Date              | Superficie (km²) | Altitude (m)  | Identifiant Ramsar | Identifiant WDPA | Coordonnées                      | Photo |
| ------------------------------------------------------------- | ------------------------------------- | ----- | ----------------- | ---------------- | ------------- | ------------------ | ---------------- | -------------------------------- | ----- |
| Lac George                                                    | Kasese                                |       | 4 mars 1988       | 150,00           | 915 - 1 000   | 394                | 68242            | 0° 07′ 01″ nord, 30° 01′ 59″ est |       |
| Système de zones humides du lac Nabugabo (en)                 | Masaka                                |       | 11 février 2004   | 220,00           | 1 136         | 1373               | 902322           | 0° 24′ sud, 31° 54′ est          |       |
| Système de zones humides du lac Bisina (en)                   | Kumi, Katakwi, Soroti                 |       | 15 septembre 2006 | 542,29           | 1 050         | 1633               | 902977           | 1° 43′ 01″ nord, 33° 54′ 00″ est |       |
| Système de zones humides du lac Mburo                         | Mbarara                               |       | 15 septembre 2006 | 268,34           | 1 280 - 1 520 | 1634               | 902978           | 0° 40′ 01″ sud, 30° 57′ 00″ est  |       |
| Système de zones humides du lac Nakuwa                        | Kamuli, Pallisa, Soroti               |       | 15 septembre 2006 | 911,50           | 1 030         | 1635               | 902979           | 1° 15′ 00″ nord, 33° 31′ 01″ est |       |
| Système de zones humides du lac Opeta (en)                    | Nakapiripirit, Sironko, Katakwi, Kumi |       | 15 septembre 2006 | 689,12           | 1 050         | 1636               | 902980           | 1° 42′ 00″ nord, 34° 13′ 59″ est |       |
| Système de zones humides du baie de Lutembe (en)              | Wakiso                                |       | 15 septembre 2006 | 0,98             | 1 135 - 1 173 | 1637               | 902981           | 0° 10′ 01″ nord, 32° 34′ 01″ est |       |
| Système de zones humides de la baie de Mabamba                | Wakiso                                |       | 15 septembre 2006 | 24,24            | 1 150         | 1638               | 902982           | 0° 07′ 01″ nord, 32° 21′ 00″ est |       |
| Système de zones humides du Nabajjuzi                         | Masaka, Sembabule, Mpigi              |       | 15 septembre 2006 | 17,53            | 1 200 - 1 300 | 1639               | 902984           | 0° 46′ 01″ sud, 31° 40′ 59″ est  |       |
| Système de zones humides du Murchison Falls-Delta de l'Albert | Masindi, Gulu                         |       | 15 septembre 2006 | 172,93           | 650 - 1 290   | 1640               | 902983           | 1° 57′ nord, 31° 42′ est         |       |
| Système de zones humides Sango Bay (en)-île Musambwa-Kagera   | Masaka, Rakai                         |       | 15 septembre 2006 | 551,10           | 1 130 - 1 190 | 1641               | 902985           | 0° 55′ 01″ sud, 31° 46′ 01″ est  |       |
| Site Ramsar des monts Rwenzori                                | Kasese, Kabarole, Bundibugyo          |       | 23 janvier 2008   | 995,00           | 1 646 - 5 109 | 1861               | 478026           | 0° 25′ 01″ nord, 30° 00′ 00″ est |       |